# Adolf Fischhof
Adolf Fischhof (8. prosince 1816 Budín – 23. března 1893 Emmersdorf) byl rakouský lékař, publicista a politik německé národnosti a židovského původu, během revolučního roku 1848 poslanec Říšského sněmu; představitel umírněné liberální levice.

## Biografie
Pocházel z židovské rodiny. V letech 1829–1834 studoval na piaristickém gymnáziu v Pešti. Potom navštěvoval kurzy filozofie a od roku 1836 studoval medicínu na Vídeňské univerzitě. V roce 1845 promoval. V roce 1846 získal též titul magistra porodnictví. V roce 1848 nastoupil jako sekundář do všeobecné nemocnice.
Během revolučního roku 1848 se pak zapojil do politického dění. Již 13. března 1848 pronesl projev na veřejné schůzi ve vídeňském Landhausu na Herrengasse. Zde formuloval prvotní požadavky liberální opozice: svobodu náboženskou, tiskovou a liberální školský systém. Byl členem akademické legie a velitelem jejího zdravotnického sboru. Do 17. července 1848 byl předsedou bezpečnostního výboru. Od 2. července do 20. prosince vedl s titulem ministerského rady referát hygieny na ministerstvu vnitra. Cestoval do Haliče s cílem řešit tamní epidemii cholery. Ve volbách roku 1848 byl zvolen na rakouský ústavodárný Říšský sněm. Zastupoval volební obvod Vídeň v Dolních Rakousích. Uvádí se jako doktor lékařství. Patřil ke sněmovní levici. Byl členem parlamentního ústavního výboru. Na konci roku 1848 se na sněmu odehrávaly debaty o finálním znění návrhu ústavy, přičemž pozice německé liberální levice a českých poslanců se sbližovaly a Fischhofovy návrhy se tak výrazněji neodlišovaly od návrhu, které předkládal František Ladislav Rieger.
Po rozpuštění sněmu byl trestně stíhán a zatčen, ale obvinění bylo staženo a on mohl působit apoliticky jako lékař ve Vídni. V roce 1856 kvůli onemocnění hlavy podnikl několik léčebných cest do západní Evropy. Teprve v roce 1867 byl plně amnestován a obnovena jeho občanská práva. Předseda předlitavské vlády Alfred Potocki mu nabídl místo v kabinetu, ale Fischhof odmítl. Působil nadále jako vlivný politický publicista, zaměřoval se na otázky ústavního a národnostního charakteru. Byl stoupencem federativního uspořádání monarchie. Jeho základem měly být historické země, ale vnitřně decentralizované. Významnou roli by tak v chodu státu hrály zemské sněmy a okresní zastupitelstva. Už roce 1861 publikoval (spolu s Josephem Ungerem) studii nazvanou Zur Lösung der ungarischen Frage, ve které předznamenal dualistické státoprávní řešení v podobě rakousko-uherského vyrovnání. V rámci bloku německých liberálů (Ústavní strana) tvořil skupinu tzv. autonomistů. V roce 1866, když po prusko-rakouské válce vrcholily debaty o státoprávním uspořádání monarchie, navrhli autonomisté Fischhof a Moritz von Kaiserfeld neformální jednání politických zástupců všech národností monarchie s cílem dospět ke smíru. Česká reprezentace se snažila tuto iniciativu využít. Centralistické křídlo německorakouských liberálů (Eduard Herbst) ale takové řešení odmítlo.
V roce 1875 se přestěhoval do Emmersdorfu v Korutanech. Zde roku 1878 hostil vyjednávání s českými liberálními politiky. Šlo o takzvané Emmersdorfské memorandum. Toho roku se totiž staročeši i mladočeši dohodli na ukončení pasivní rezistence a společném aktivním postupu na rakouské politické scéně. Předák českých liberálů František Ladislav Rieger tehdy uvažoval o nějaké dohodě s německými liberály. Emmersdorfské memorandum, které signoval Fischhof a dojednával s Riegrem šéfredaktor liberálního listu Neue Freie Presse Michael Etienne, nastínilo možnost spolupráce německorakouských a českých liberálů a splnění některých českých autonomistických požadavků. Zamýšlená koalice ale nakonec nebyla realizována. Na potenciálně silný česko-německý liberální blok se s podezřením díval císař a nepodařilo se překonat centralistické tendence některých německých liberálních předáků. Rieger nakonec uzavřel dohodu s konzervativním německorakouským blokem okolo Eduarda Taaffeho.
V roce 1882 vystoupil Fischhof s projevem ve Vídni při založení Německé lidové strany. Po neúspěchu tohoto projektu sjednocené liberální politické formace se opět stáhl z aktivního politického dění.